# 美柱草属
离根香属（学名：Calogyne），也称美柱草属，是草海桐科下的一个属，为直立或披散、一年生草本植物。该属共有7种，分布于澳大利亚、马来西亚、菲律宾和印度支那。中国南方产1种。
现为金鸾花属（Goodenia Sm.）的异名。

## 下属物种
- 离根香 Calogyne pilosa